# يوري تامبوريني
يوري تامبوريني (بالإيطالية: Juri Tamburini)‏ (7 يوليو 1977 بكاتوليكا في إيطاليا - ) هو لاعب كرة قدم إيطالي في مركزي الظهير والدفاع. لعب مع نادي أسكولي ونادي تشيزينا ونادي ساليرنيتانا ونادي فيتشينزا ونادي مودينا ونادي كييتي كالسيو الرياضي ويو أس بركوليتزه 1932.